# Fußball-Amateurliga Bremen 1959/60
Die Fußball-Amateurliga Bremen 1959/60 war die elfte Spielzeit der höchsten Amateurklasse des Bremer Fußball-Verbandes. Meister wurde der Polizei SV Bremen. 

## Abschlusstabelle
| Platz | Verein               | Sp. | Tore  | Punkte |
| ----- | -------------------- | --- | ----- | ------ |
| 1.    | Polizei SV Bremen    | 28  | 69:35 | 45:11  |
| 2.    | Bremer SV            | 28  | 77:37 | 39:17  |
| 3.    | Werder Bremen Amat.  | 28  | 45:26 | 35:21  |
| 4.    | Bremerhaven 93 Amat. | 28  | 62:48 | 34:22  |
| 5.    | Blumenthaler SV (M)  | 28  | 49:36 | 34:22  |
| 6.    | SV Grohn             | 28  | 67:49 | 33:23  |
| 7.    | SG Oslebshausen      | 28  | 55:62 | 26:30  |
| 8.    | BBV Union (N)        | 28  | 52:61 | 26:30  |
| 9.    | TSV Wulsdorf         | 28  | 43:42 | 25:31  |
| 10.   | Bremen 1860          | 28  | 40:51 | 24:32  |
| 11.   | AGSV Bremen          | 28  | 45:58 | 23:33  |
| 12.   | VfB Komet Bremen     | 28  | 37:54 | 23:33  |
| 13.   | Eintracht Bremen     | 28  | 38:55 | 22:34  |
| 14.   | ETSV Kirchweyhe      | 28  | 39:64 | 18:38  |
| 15.   | Leher TS (N)         | 28  | 37:77 | 11:45  |

(M) Meister der Vorsaison

(N) Aufsteiger

## Aufstieg
Der Meister Polizei SV Bremen hatte in der anschließenden Aufstiegsrunde zur Oberliga Nord keinen Erfolg.